# Chaguaní
Chaguaní es un municipio colombiano del departamento de Cundinamarca ubicado en la Provincia de Magdalena Centro, a 121 km al occidente de Bogotá. 
Uno de los principales atractivos turísticos de Chaguaní es el Santuario del Señor de la Salud, al que acuden los fieles el 6 de cada mes, y cuya festividad y peregrinación se celebra entre el 5 y el 6 de agosto de cada año. El municipio también es conocido como «La Tierra de Cupido», apelativo que recibió por el Festival del Soltero que se realiza en el mes de mayo.

## Toponimia

### Origen lingüístico[4]
- Familia lingüística: Caribe
- Lengua: Panche

### Significado
Aunque no es claro si es en lengua panche o muisca, el topónimo de Chaguaní, en lengua panche, significa «varón del cerro de oro», en honor al cacique que en tiempos de conquista, realizó resistencia violenta desde la cima de las grandes montañas.
Si se analiza Chaguaní desde la lengua muysca presenta los vocablos cha "varón", gua "cerro, cordillera", nia-yia "oro".

### Origen / Motivación
El nombre del municipio es homenaje al cacique Chaguaní, dirigente Panche de la región y del pueblo que habitó el lugar antes del arribo europeo. El jefe Panche ocupó un territorio montañoso con grandes riquezas en recursos naturales y una vista que pinta sus paisajes de un dorado brillante, razón por la que posiblemente los indígenas incluyeron en su significado la acepción al oro.

## Historia
En la época precolombina, el territorio del actual municipio de Chaguaní estuvo habitado por los indígenas panches, cuyas tierras fueron conquistadas por Hernán Venegas Carrillo en 1543, de paso para Mariquita. 

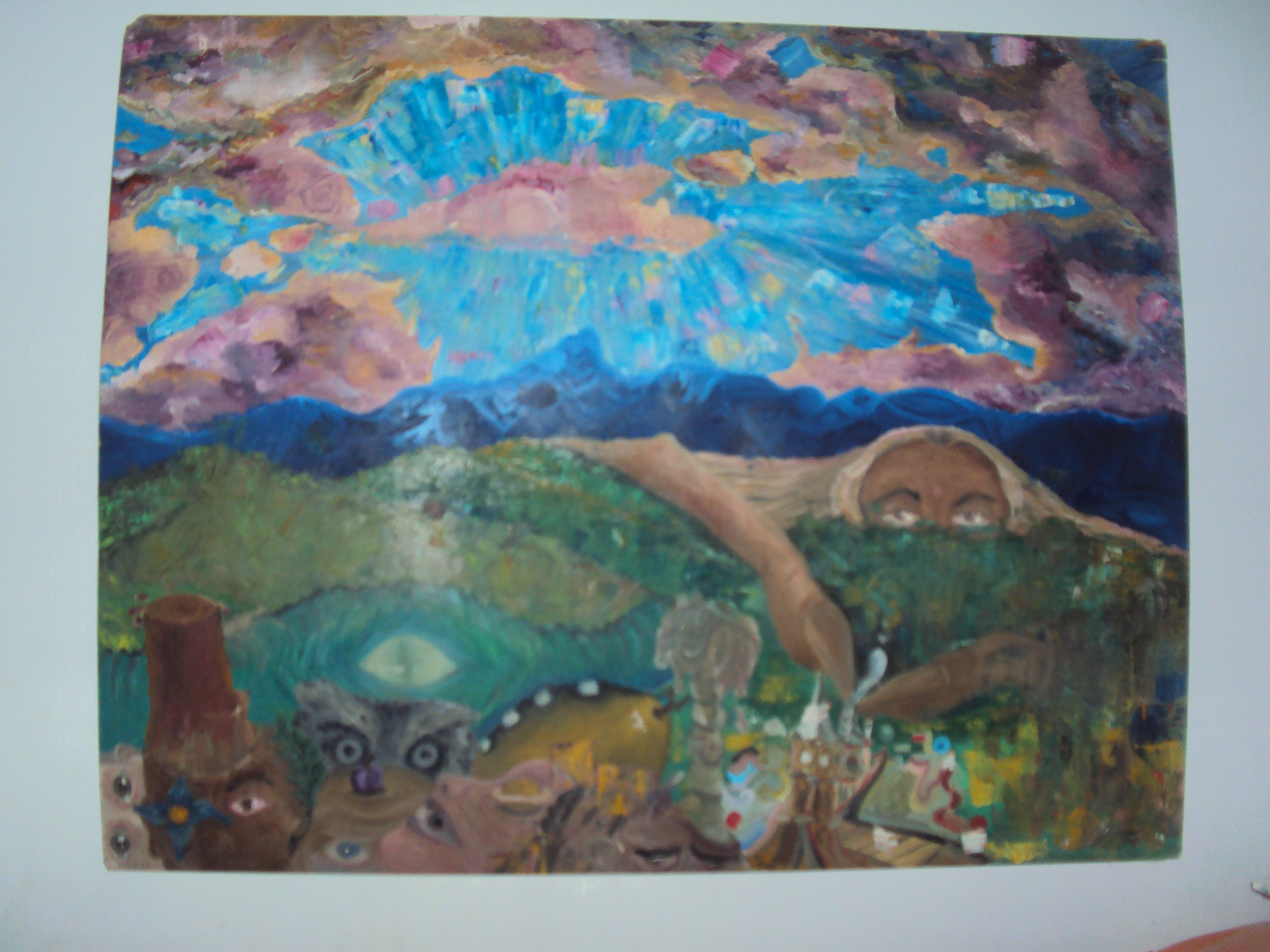
Nacuco, Deidad Panche.

En 1767 fue congregado en doctrina el pueblo de indios de Chaguaní, bajo la dirección de la Orden de los Dominicos, presidida por Fray José Ledo, a quien se atribuye la fundación del pueblo, probablemente el 6 de agosto de 1770, consagrándose como patrono del pueblo al Señor de la Salud, cuya imagen fue traída desde España en 1785.
En octubre de 1787 había caserío y una capilla que administraba el Padre José Ignacio Gutiérrez, del convento franciscano de Guaduas; en ese entonces Chaguaní fue erigido en Viceparroquia, y en 1801 adquirió la categoría de Parroquia, siendo su primer Cura Agustín Nieto y en propiedad Rudensindo Abreu. La primera partida de bautismo que se encuentra en sus libros es de 10 de enero de 1790, correspondiente a la niña María de Jesús, firmada por el Cura Lorenzo Juan.

## Geografía

### Límites municipales
Chaguaní está delimitado por los siguientes municipios:
| Noroeste: Guaduas (Ruta Nacional 45)             | Norte: Guaduas           | Nordeste: Guaduas |
| Oeste: Armero ( Tolima) (Río Magdalena)          |                          | Este: Vianí       |
| Suroeste: San Juan de Rioseco (Ruta Nacional 45) | Sur: San Juan de Rioseco | Sureste: Vianí    |

## Cultura religiosa

### Historia del Señor de la Salud de Chaguaní
En 1785 llegaron a la Nueva Granada desde España dos imágenes encargadas por el arzobispo-virrey Antonio Caballero y Góngora, una del Señor Crucificado, destinado a la población de La Palma, y otra de Nuestra Señora de la Asunción, para Chaguaní. Cuando las dos imágenes llegaron a la villa de Honda, luego de surcar el río Magdalena desde Cartagena de Indias, el funcionario encargado del embalaje intercambió por error los destinos de cada una de las dos imágenes. Fue así como la imagen de Nuestra Señora de la Asunción llegó a La Palma, y el Cristo Crucificado llegó a Chaguaní, a lomo de mula, por el Camino Real.
Cuando los curas párrocos de cada una de las dos poblaciones vieron que les había llegado la imagen equivocada, iniciaron un pleito jurídico ante las autoridades eclesiásticas. El proceso tardó siete años en los tribunales de la Corte de Madrid, al cabo del cual se dictaminó como veredicto que cada una de las imágenes debía permanecer en el pueblo al que había llegado.
Desde el momento de la llegada a Chaguaní del Cristo Crucificado, muchos pobladores empezaron a reportar que sus enfermedades se curaban por medio de la fe y la oración al Cristo, por lo que comenzó a ser llamado Señor de la Salud.
Una de las leyendas cuenta que antes de llegar a Chaguaní, el rostro de Cristo apareció en una hoja de una palma de plátano que había junto a la casa cural. Otra historia afirma que en una ocasión los pobladores de Guaduas se quisieron llevar el Cristo para su pueblo, pero a medida que lo llevaban se hacía más y más pesado, hasta que el peso se hizo insoportable y tuvieron que devolverlo a Chaguaní; en el camino de regreso, la imagen se hizo sumamente liviana.

### Himno al Señor de la Salud de Chaguaní
Autor: Jorge Enrique Delgado Jiménez.
Hay un pueblito muy chiquitico donde se encuentra quietud,
donde hay un Cristo muy milagroso, el Señor de la Salud;
allí celebran todos los años su gran fiesta patronal,
viene la gente de todas partes a velarlo y a rezar.
vámonos pa’ Chaguaní, alegres y en romería,
a visitar el Cristo, remedio de nuestras vidas,
pues allí está lo mejor, lo que todos ansiamos,
el que nos da la vida a jóvenes y ancianos. (Bis)

## Fiestas
Chaguaní es reconocido por ser el municipio con más eventos culturales y turísticos de la Provincia de Magdalena Centro. Este imperativo de goce, fue desplazando hasta extinguir los procesos culturales que durante generaciones se venía realizando. La artesanía y el arte musical, fue dejado de lado con el paso del tiempo, las últimas costumbres autóctonas que se alimentaban de la tradición mestiza, fueron reemplazada por la cultura globalizante, Chaguaní celebra
- Fiesta Patronal del Señor de la Salud: Se celebra con una peregrinación entre el 5 y el 6 de agosto de cada año. El Señor de la Salud es el patrono del municipio; su imagen fue traída desde España en el siglo XVIII. Los fieles lo consideran como uno de los santos más milagrosos de Cundinamarca.

- Festival del Soltero: Se realiza el último puente festivo del mes de mayo. gracias a este festival, Chaguaní recibe de manera coloquial su apodo: «La Tierra de Cupido».

## Sitios turísticos
- Caminata por la Reserva Ecológica de Palmas de Cera, en la Vereda Montefrío
- Hacienda La Polonia
- Santuario del Señor de La Salud
- Templo Parroquial
- Balneario Quebrada la vieja
- Caminata ecológica por la Vereda el Helechal Bajo/ El Guamo: Dentro de este sendero se pueden encontrar múltiples paisajes, senderos ecológicos, una casa recreativa con piscina natural y piscina artificial y la cancha deportiva de la escuela El Guamo.

## Instituciones de educación
El municipio cuenta con una institución de básica secundaria (Institución Educativa Fray José Ledo) donde se titulan los bachilleres del área urbana y rural, además de esto las veredas tienen sus propias escuelas primarias que debido al mal estado y al desplazamiento de la población hacia las ciudades se han ido deteriorando hasta casi desaparecer. En ocasiones por difícil acceso, economía ineficiente o falta de gestión política, los jóvenes realizan sus estudios incompletos.

## Economía
La economía de Chaguaní se basa principalmente en la producción agrícola y el turismo, pero paulatinamente fue desplazada hacia la  ganadería.

## Movilidad
A Chaguaní se llega por la Ruta Nacional 45 tanto desde los corregimientos de Puerto Bogotá (Guaduas) por el norte y Cambao (San Juan de Rioseco) por el sur. Por éste se llega al casco urbano riosequeño y de ahí hacia el norte al de Chaguaní. También desde la Ruta Nacional 50 (Bogotá-Medellín) desde el casco urbano de Guaduas se va al sur. 
Longitud de vía 5,2 km en doble calzada. Construcción puente sobre el río magdalena en doble calzada , 4 carriles - 420 M.
1 puente menor y 2 intersecciones a desnivel con una longitud de 128 M.Longitud de vía 5,2 km en doble calzada. Construcción puente sobre el río magdalena en doble calzada , 4 carriles - 420 M.
1 puente menor y 2 intersecciones a desnivel con una longitud de 128 M.

### Beneficios y servicios
Inspección vial: Acompañamiento permanente a lo largo de la vía, con el fin de detectar cualquier situación que afecte el estado de la misma, o cualquier evento que se presente y que pueda afectar su normal y seguro funcionamiento.
Postes S.O.S. para comunicación de emergencia cada 3 km.
Coordinación con la Policía de Tránsito, con el fin de atender oportunamente cualquier situación en la vía concesionada.
Control de sobrepeso de vehículos mediante básculas de pesaje.
Zona de descanso para los conductores
Adicional al mantenimiento, operación del corredor y medidas de seguridad; la vía cuenta con otros servicios totalmente gratuitos, durante las 24 horas del día, siete días a la semana.
Asistencia mecánica básica para los vehículos que se averíen dentro del corredor concesionado, mediante apoyo de carro taller.
Servicio de grúa, en caso de requerir el traslado del vehículo averiado; para asegurar el tránsito por la vía de otros usuarios.
Ambulancia con médico, enfermera y paramédico.
Policía de carretera para atender oportunamente cualquier situación en vía. En los números de emergencia (321) 973 8507 o desde dispositivos móviles al #767

## Servicios públicos
- Energía Eléctrica: Enel, es la empresa prestadora del servicio de energía eléctrica.
- Gas Natural: Alcanos de Colombia es la empresa distribuidora y comercializadora de gas natural en el municipio.